# Vatai László
Vatai László (Poroszló, 1914. július 18. – Toronto, Kanada, 1993. augusztus 3.) magyar református lelkész, irodalomtörténész, filozófus, egyetemi tanár, politikus, országgyűlési képviselő a Független Kisgazdapárt színeiben, majd a Szabad Európa Rádió munkatársa.

## Élete
1914-ben született Poroszlón. Egerben érettségizett, majd a Sárospataki Református Kollégiumban tanult tovább. 1936 és 1938 között Észak-Írországban, illetve az Egyesült Államokban folytatott egyetemi tanulmányokat. 1942-ben doktorált filozófiából a kolozsvári egyetemen, majd az irodalom filozófiája tárgykörében egyetemei magántanári habilitációra tett szert (1943). A Soli Deo Gloria Református Diákszövetség főtitkárává választották (1936-1940). Budapesten 1942-47 között egyetemek lelkipásztoraként is működött. A Közgazdasági fakultáson filozófiát tanított. A háború közben az ellenállási mozgalmakban való részvétele miatt megjárta a nyilasok, utána a Kisgazdapártban való politizálása miatt a kommunisták börtöneit; az FKGP képviselője volt 1945 és 1947 között.
1947 januárjában a Magyar Közösség ellen indított koncepciós eljárás keretében letartóztatták és a Mistéth-perben hat és fél évi börtönre ítélték. Még januárban felfüggesztették párttagságát, országgyűlési mandátumát pedig február 4-ei hatállyal semmisítették meg. 1947 szeptemberében feltételes szabadlábra helyezték. Novemberben elmenekült az országból. 1950-ben telepedett le Amerikában, ahol Buffalóban és Detroitban, majd a detroittal szomszédos, kanadai Windsorban, majd ismét Detroitban és végül Torontóban működött lelkipásztorként, de a Szabad Európa Rádió is több száz igehirdetését közvetítette. Egyetlen gyermeke, Ferenc már Kanadában született, 1948-ban.

## Munkássága
Irodalomfilozófusi munkásságából elsősorban Dosztojevszkij: A szubjektív életérzés filozófiája c. értekezése és Adyval kapcsolatos gondolatai számítanak jelentősnek. Filozófusként az egzisztencializmus protestáns irányzatához sorolják.
Nagy hatással volt Kodolányi János magyar íróra (ld. Zárt tárgyalás – Vatai pedig a Kelet Népében írt Csoda és realizmus c. értekezésében foglalkozik Kodolányi történelmi regényeivel is). Emigránsként is a népi írók mozgalmához közel álló Látóhatár, ill. Új látóhatár c. folyóiratok köréhez tartozott.

## Művei
- Örök sors. Szűcs Pál fametszeteivel; Magyar Út, Bp., 1935
- Az egyéniség élete; Sárospataki Főiskola, Sárospatak–Bp., 1942 (A Sárospataki Főiskola kiadványai V. Dolgozatok a filozófiai-pedagógiai tudományok köréből)
- A szubjektív életérzés filozófiája. Dosztojevszkij; Sárospataki Főiskola, Sárospatak–Bp., 1942 (A Sárospataki Főiskola kiadványai V. Dolgozatok a filozófiai-pedagógiai tudományok köréből)
- A szociális filozófia alapjai Böhm Károly tanában; s.n., Kolozsvár, 1943 (Dolgozatok a M. Kir. Ferencz József Tudományegyetem Philosophiai Intézetéből. Új sorozat)
- Man and his tragic life ased on Dostoevsky (A szubjektív életérzés filozófiája Dosztojevszkij); angolra ford. Kecskeméthy László; Philosophical Library, New York, 1954
- Az Isten szörnyetege. Ady lírája; Occidental Press, Washington, 1963
- A huszadik század második felében; s.n, Detroit, 1968
- Átszínezett térkép. Magyar változatok az újkorban; Püski, New York, 1985
- Sötétségből világosságra. Prédikációk és előadások. Elhangzottak a Szabad-Európa Rádió magyar műsoraiban, 1951–1970; Püski, Bp. 1991
- Dosztojevszkij. A szubjektív életérzés filozófiája; Kálvin János, Bp., 1992